# Hippopsis rabida
Hippopsis rabida es una especie de escarabajo longicornio del género Hippopsis, tribu Agapanthiini, subfamilia Lamiinae. Fue descrita científicamente por Galileo y Martins, 1988.

## Descripción
Mide 11,8-12,1 milímetros de longitud.

## Distribución
Se distribuye por Brasil.